# Пчеличката Мая: Игрите на меда
„Пчеличката Мая: Игрите на меда“ (на английски: Maya the Bee: The Honey Games) е немско-австралийска компютърна анимация от 2018 г. на режисьорите Ноел Клиъри, Серхио Делфино и Алекс Стейдърман. Свободно базиран на аниме поредицата „Пчеличката Мая“ и немската детска книга „Приключенията на Пчеличката Мая“ от Валдемар Бонзелс, филмът е продължение на „Пчеличката Мая: Филмът“ (2014).
Премиерата на филма се състои по целия свят на 1 април 2018 г. Продължението, озаглавено Maya the Bee: The Golden Orb, е пуснат на 7 януари 2021 г.

## В България
В България филмът е пуснат по кината на 20 април 2018 г. от „Лента“.
Излъчва се многократно по „Кино Нова“.
Нахсинхронен дублаж
| Роля          | Изпълнител                    |
| ------------- | ----------------------------- |
| Мая           | Калина Асенова                |
| Уили          | Владимир Зомбори              |
| Кралицата     | Здрава Каменова               |
| Императрицата | Татяна Захова                 |
| Сър Бигуд     | Христо Чешмеджиев             |
| Вайлет        | Кръстина Кокорска             |
| Сплиндър      | Лорина Камбурова              |
| Други гласове | Георги Стоянов Петър Върбанов |

| Обработка           | Александра Аудио |
| ------------------- | ---------------- |
| Режисьор на дублажа | Живка Донева     |